# Pedro Passos Coelho
Pedro Manuel Mamede Passos Coelho (phát âm tiếng Bồ Đào Nha: [ˈpeðɾu mɐnuˈɛɫ mɐˈmɛðɨ ˈpasuʃ kuˈeʎu] (sinh ngày 24 tháng 7 năm 1964) là một chính trị gia người Bồ Đào Nha là Thủ tướng thứ 118 của Bồ Đào Nha, nhiệm kỳ từ năm 2011 đến năm 2015. Ông là người lãnh đạo của Đảng Dân chủ Xã hội (PSD). Passos Coelho bắt đầu rất sớm trong chính trị, trở thành lãnh đạo quốc gia của thanh niên chi nhánh của PSD. Là một nhà quản lý kinh doanh thương mại, ông đã lãnh đạo Chính phủ Xoá Xanh Governo XIX (Chính phủ Xoá Xanh lần thứ 19 của Bồ Đào Nha) và Chính phủ Xoá XX Governo (Chính phủ Hiến pháp 20) làm người đứng đầu chính phủ từ ngày 21 tháng 6 năm 2011 đến ngày 26 tháng 11 năm 2015.

## Tiểu sử
Pedro Passos Coelho sinh ra tại giáo xứ Sé Nova ở Coimbra, Bồ Đào Nha vào ngày 24 tháng 7 năm 1964. Ông là con út của bác sĩ y khoa, António Passos Coelho (sinh ra từ Vale de Nogueiras, Vila Real, Douro, 31 tháng 5 năm 1926) và Người phụ nữ kết hôn năm 1955, một y tá, Maria Rodrigues Santos Mamede (sinh ra là Santana da Serra, Ourique, Baixo Alentejo, khoảng năm 1930). Ông có một chị gái, Maria Teresa Mamede Passos Coelho, một bác sĩ y khoa, và một anh trai, Miguel Mamede Passos Coelho, người được sinh ra với chứng bại não.
Anh đã trải qua thời thơ ấu ở Angola - là một trong những thuộc địa ở nước ngoài của Bồ Đào Nha - nơi mà cha anh đã thực hành y học. Sau cuộc Cách mạng Hoa cẩm chướng năm 1974 và sự độc lập của lãnh thổ với tư cách Cộng hòa Nhân dân Angola, ông trở về với gia đình của mình tới Châu Âu và định cư tại Vila Real, Bắc Bồ Đào Nha.
Ông bắt đầu tham gia chính trị rất sớm, khi còn là một cậu bé 14 tuổi, và đã có một sự nghiệp lâu dài và nổi bật trong ngành thanh thiếu niên của Đảng Dân chủ Xã hội (PSD), JSD, nơi ông là một thành viên của Hội đồng Quốc gia (1980 -1982). Là một sinh viên trẻ, những sở thích, nghề nghiệp và tham vọng học tập của ông đã hướng tới một nghề nghiệp tương lai trong y học, để theo bước cha và chị của mình, hoặc thay vào đó là toán học. Tuy nhiên, tham vọng và nghề nghiệp lớn nhất của ông xoay quanh chính trị.